# Sjömanshem

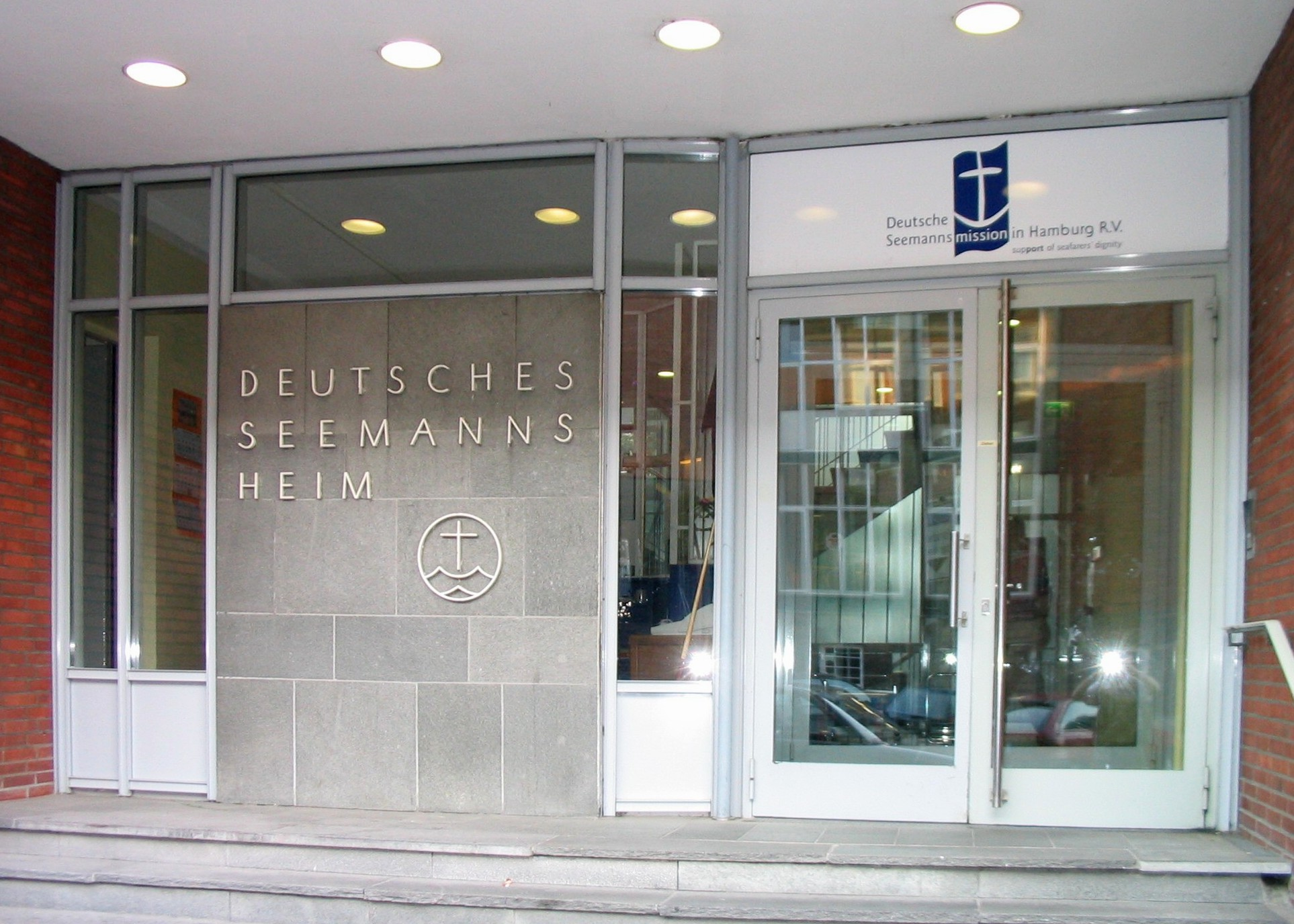
Deutsches Seemannsheim i Hamburg.

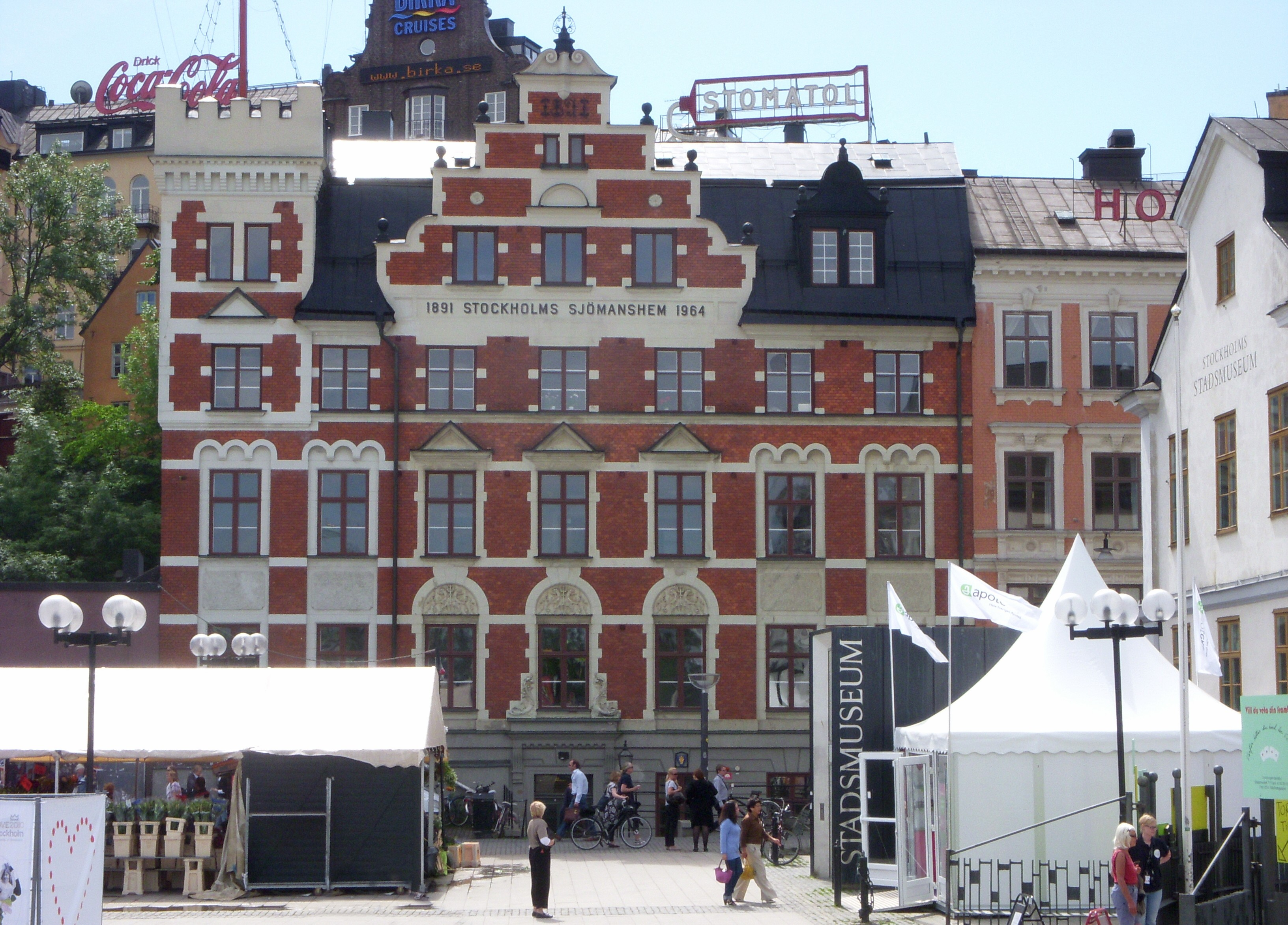
Gamla "Stockholms sjömanshem" från 1891.

Ett sjömanshem var ursprungligen ett ställe där sjömän mot eller utan betalning kunde erhålla kost och logi för kortare tid. Idag är det i regel en klubb, ett pensionat eller ett hotell för sjöfolk, som för ögonblicket inte har möjlighet att bo ombord på ett fartyg eller är i väntan på anställning. Sjömanshem finns i alla världens större hamnstäder och de drivs oftast av stiftelser eller missionsföreningar.
Den sociala situationen för sjöfolk var svår på 1800-talet. Lastning och lossning i hamn kunde ta lång tid och för många sjömän blev uppehållet i hamnarna förödande för ekonomi, livssituation och hälsa. Ofta blev sjömännen utnyttjade av privata logivärdar och hamnade i deras beroende. Krogarna var många och alkoholen förhållandevis billig.

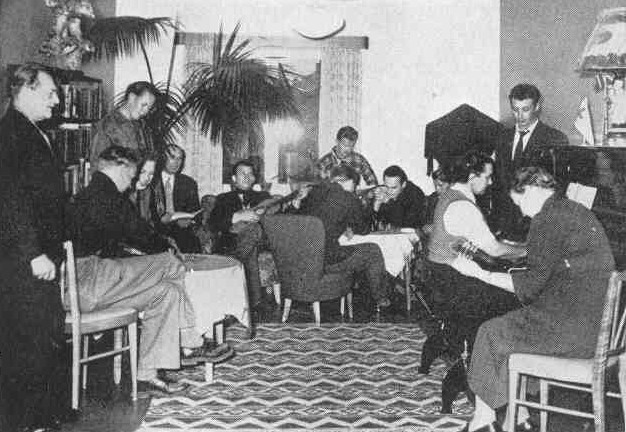
Interiör från sjömanshemmet i Djupvik 1953. Sjömanshemmet inrättades genom en donation av Ida Stenkula.

I Tyskland grundades landets första sjömanshem (Seemannsheim) i Bremen år 1854. I husordningen hette det bland annat att sjöfolk efter en lång resa till havs skulle ha en lugn tillflyktsort och att hemmet skulle bevara sjömannen från en lättsinnig hantering med sin svår förtjänade inkomst. På Seemannsheim i Bremen var det förbjudet att förtära alkohol, deltagandet i morgon- och kvällsbön var frivillig. 1887 grundades ett sjömanshem även i Hamburg. 
I Sverige rådde liknande förhållanden. I Göteborg startade landets första sjömanshem år 1867. I Stockholm  bildades Kristna Sjömannaföreningen år 1879, föregångaren till Stiftelsen Stockholms sjömanshem, som existerar fortfarande. Omkring 1915 fanns  i Sverige förutom i Göteborg och Stockholm sjömanshem i  ett flertal hamnstäder och hamnplatser i landsorten, bland annat i Härnösand, Sundsvall, Hudiksvall, Norrköping, Oskarshamn, Kalmar, Karlskrona, Karlshamn, Ystad, Malmö, Landskrona, Helsingborg och Uddevalla. Så småningom grundades liknande anläggningar för skandinaviska sjömän i Hamburg, Rotterdam, Antwerpen, North Shields, Tyne Dock, Hull, Le Havre och Liverpool.
Numera är övernattning och vistelse ombord ofta möjlig även när fartyget ligger i hamn. De sjömanshem som finns kvar har hotellkaraktär och verksamheten går ut på att ge sjöfolk förströelse och  att ordna  kontakt med anhöriga via telefon och e-mail. Dessutom utövas hjälpverksamhet bland behövande sjömän och lämnas understöd åt sjömän för deras försörjning.